# 大諾伊科格爾山

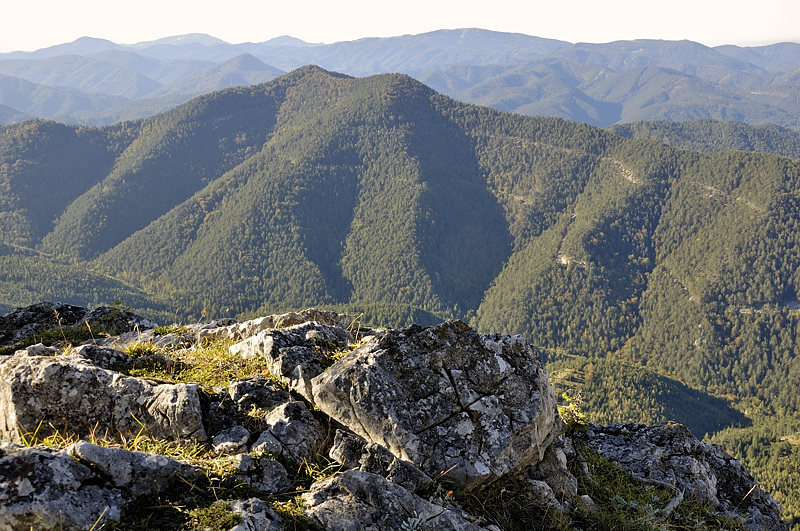

47°51′18″N 15°54′40″E / 47.855132°N 15.911154°E
大諾伊科格爾山（德語：Großer Neukogel），是奧地利的山峰，位於該國東北部，由下奧地利州負責管轄，屬於古滕施泰因阿爾卑斯山脈的一部分，距離迪爾萬德山2.1公里，海拔高度1,053米，每年平均降雨量1,409毫米。